# Bystřice (přítok Moravy)
Bystřice (německy Feistritz) je řeka v okresech Bruntál a Olomouc v Moravskoslezském a Olomouckém kraji v Česku. Je dlouhá 56,1 km. Povodí má plochu 266,0 km².

## Název
Ve městě Olomouci je řeka Bystřice místními nazývána Bystřička, vedle této řeky je v části města Hodolany poblíž soutoku s Moravou ulice Na Bystřičce.

## Průběh toku
Pramení jihovýchodně od Ryžoviště v nadmořské výšce 600 m. Teče jižním směrem až k Velké Bystřici, kde se obrací západním směrem. Je levostranným přítokem řeky Moravy, do níž se vlévá v Olomouci v nadmořské výšce 212 m. Zpočátku má řeka velký spád a kamenité koryto 6–15 m široké. V řečišti jsou často napadané stromy a řeka protéká řadou továrních objektů kde se nachází překážky jako lávky a potrubí ale i obtížné peřeje a jezy, část toku proto není splavná.
Mezi Domašovem nad Bystřicí a Hrubou Vodou prochází údolím naučná stezka Údolím Bystřice, která se nachází v Přírodním parku Údolí Bystřice.
Část toku Bystřice tvoří hranici vojenského újezdu Libavá a západní hranici pohoří Oderské vrchy.

### Větší přítoky
- zleva – Důlní potok, Lichnička, Hluboček, Vrtůvka, Nepřívazský potok
- zprava – Hrušový potok, Jírovec, Mlýnský potok, Zdiměřský potok, Lošovský potok

## Vodní režim
Průměrný průtok Bystřice u ústí činí 2,0 m³/s.
Hlásný profil:
| místo          | říční km | plocha povodí | průměrný průtok (Qa) | stoletá voda (Q100) |
| -------------- | -------- | ------------- | -------------------- | ------------------- |
| Velká Bystřice | 5,80     | 231,32 km²    | 1,90 m³/s            | 76,2 m³/s           |

## Využití
Je využívána vodáky. Úsek Ondrášov–Hrubá Voda je sjízdný s obtížností WW III, z Hrubé Vody po ústí je řeka sjízdná s obtížností WW I.

## Galerie

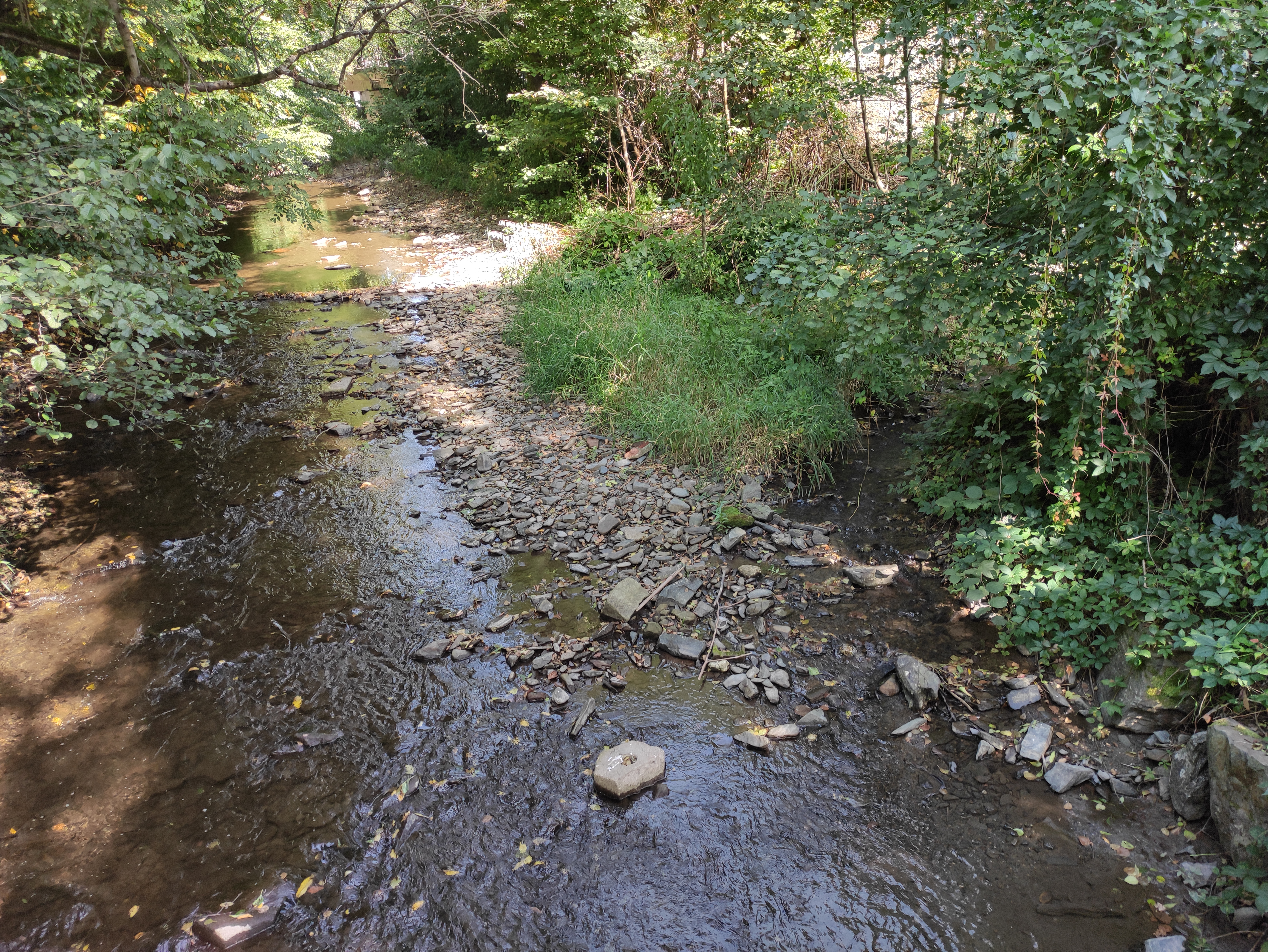
Soutok potoka Hluboček a řeky Bystřice v Hlubočkách
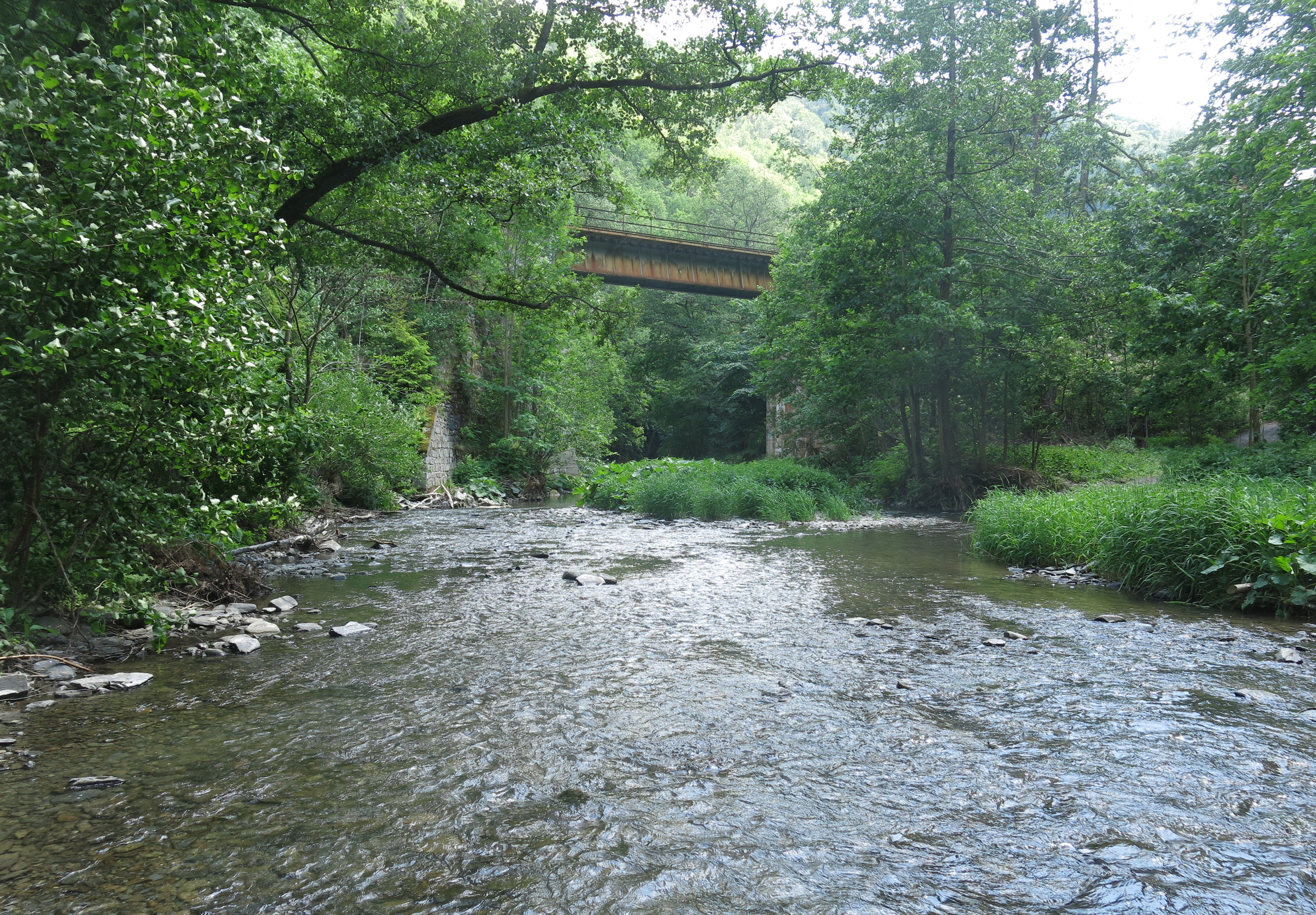
Železniční viadukt trati Olomouc–Opava vysoko nad Bystřicí
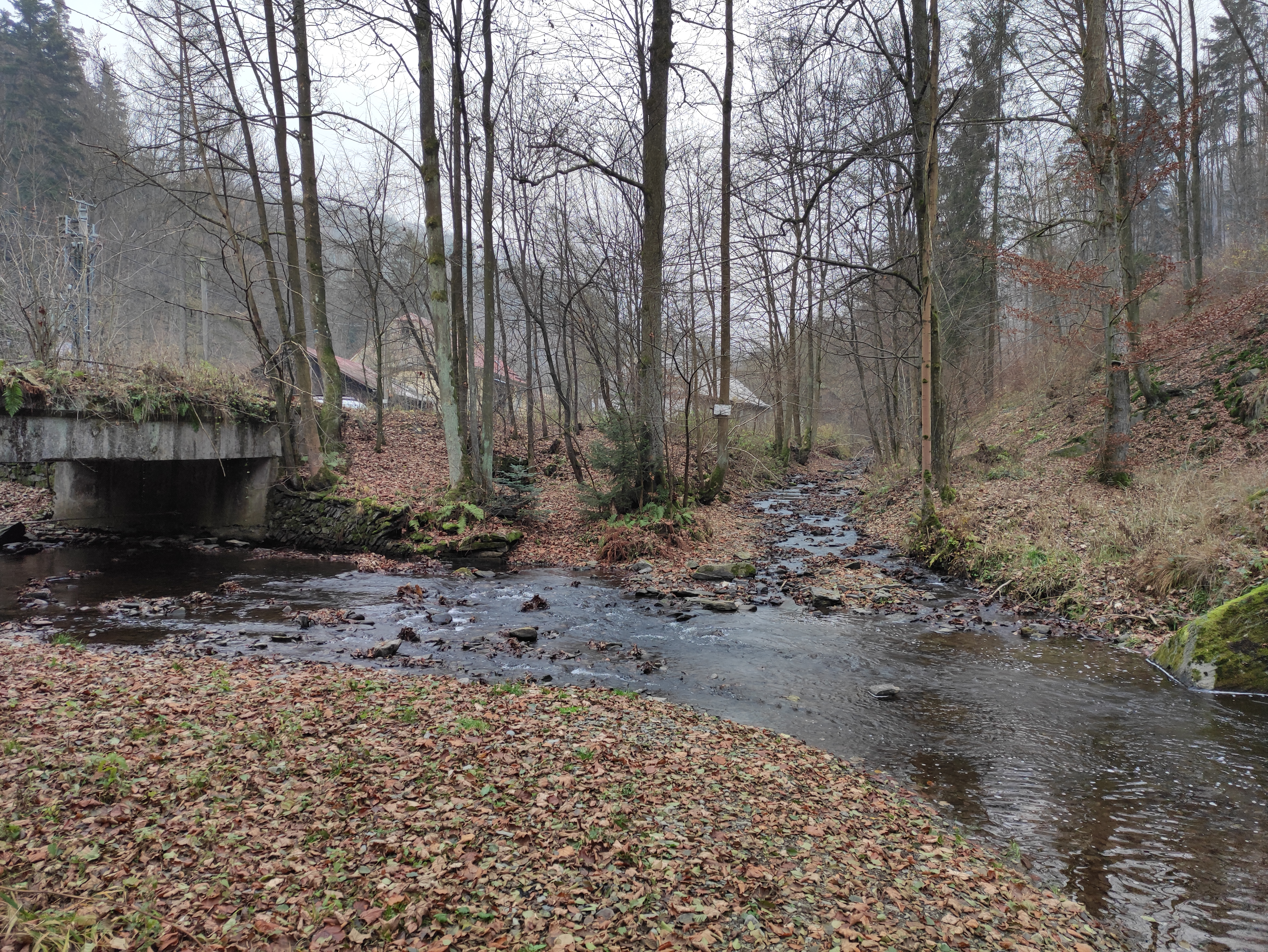
Soutok potoka Lichnička s Bystřicí